# Memecylon agastyamalaianum
Memecylon agastyamalaianum är en tvåhjärtbladig växtart som beskrevs av E.S.S. Kumar, Antony och A.E.S. Khan. Memecylon agastyamalaianum ingår i släktet Memecylon och familjen Melastomataceae. Inga underarter finns listade i Catalogue of Life.